# Mawashi

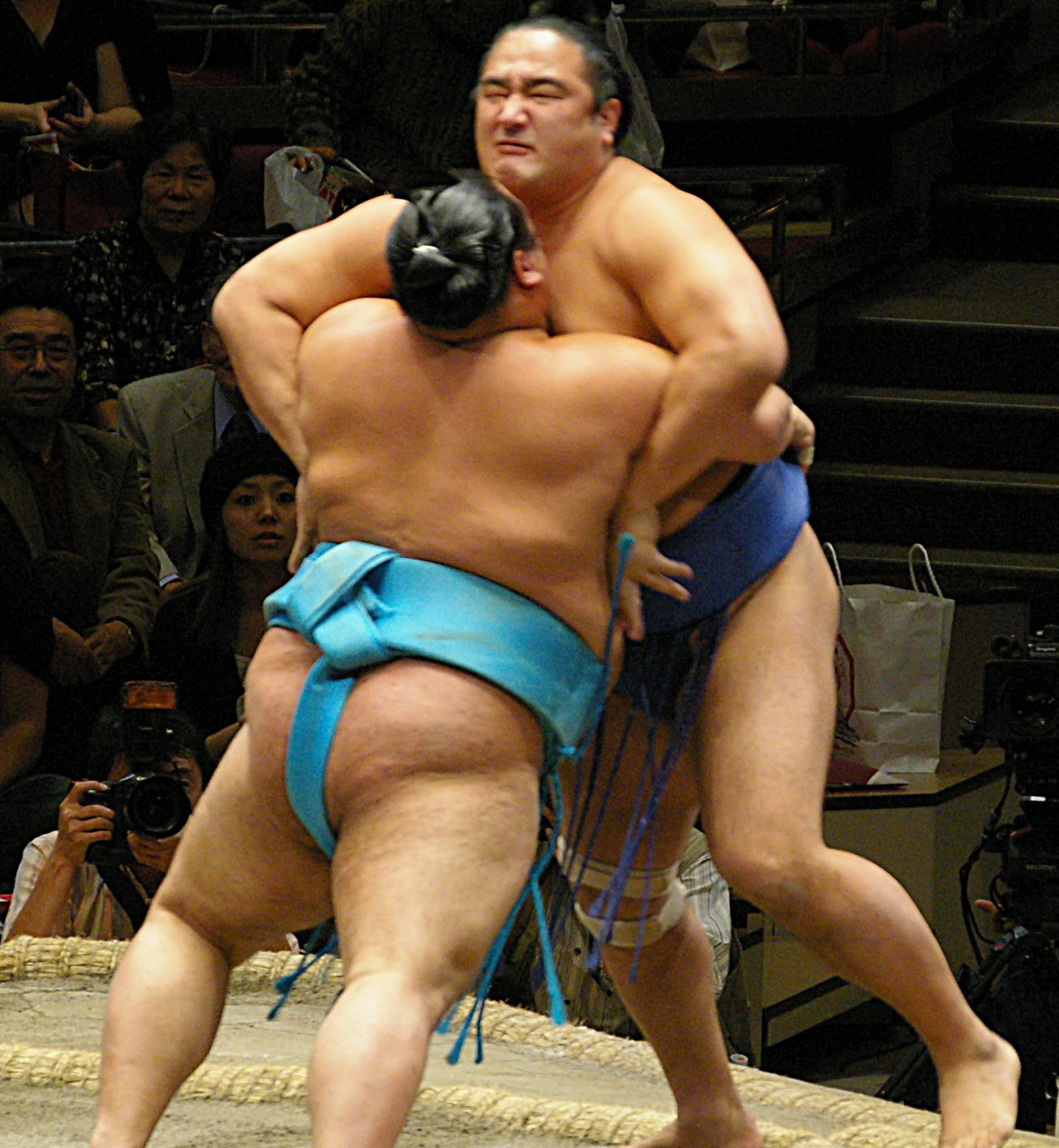
Aminishiki et Toyonoshima (en dessous) portant le mawashi (2007)

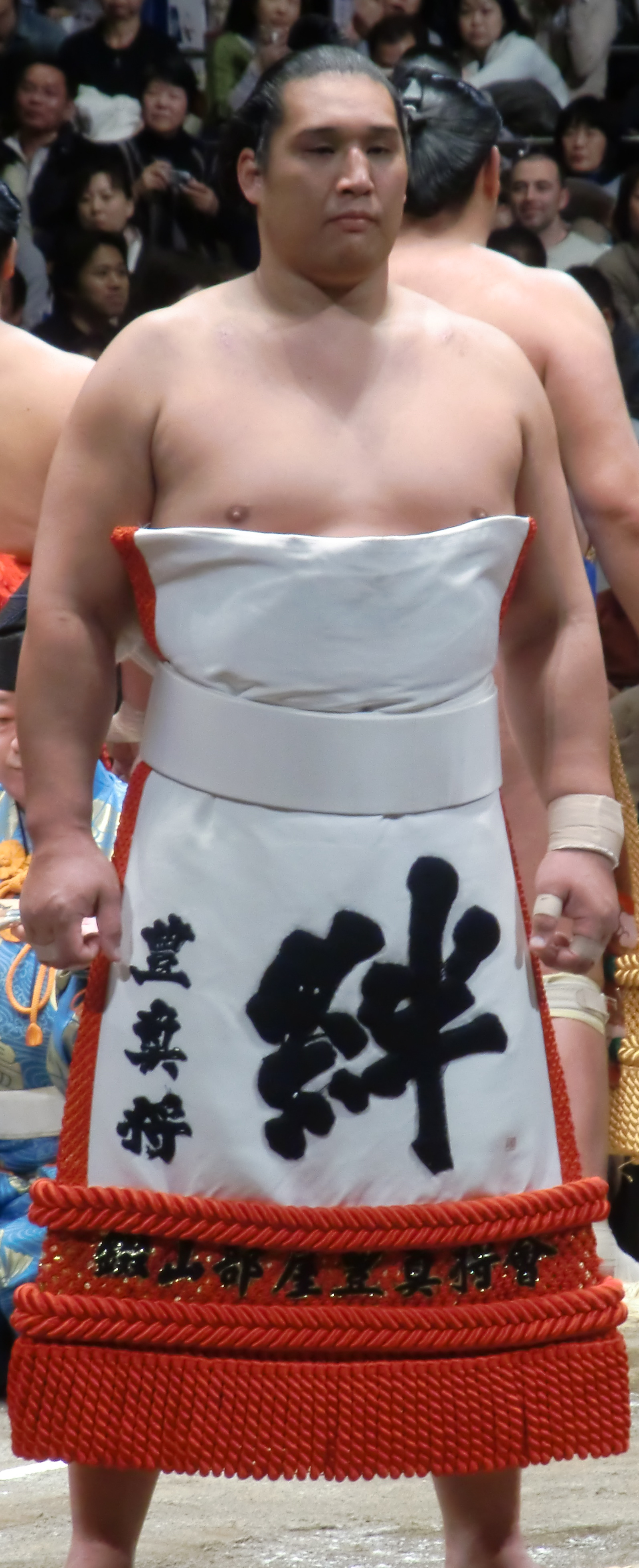
Hōmashō portant un keshō-mawashi (2012)

Le mawashi (廻し) est la ceinture portée par les lutteurs de sumo lors des entraînements et des compétitions.

## Description
Le mawashi est une bande de tissu de neuf mètres ou plus de longueur et de couleur variées . Il peut peser jusqu'à quatre kilos. Les mawashi en soie et colorés sont réservés au compétitions et aux lutteurs des deux divisions les plus hautes du sumo, les sekitori .  
La façon d'empoigner le mawashi de l'adversaire à une ou deux mains est souvent déterminante pour l'issue du combat. Le recours à des techniques de prise de mawashi constitue l'une des deux grandes techniques de combat enseignées dans les sumo-beya (littéralement « écuries » de sumo — autrement dit des clubs ou écoles) comme le yorikiri ou le yoritaoshi , l'autre étant l'art du tsuppari (déstabilisation de l'adversaire par des poussées des mains au visage ou au corps de l'adversaire).
Une bonne prise de mawashi est un avantage considérable dans un combat. Elle permet de soulever, de pousser, de projeter (nageru) ou de résister à une attaque.
D'après une ancienne règle lié à la pudeur, si un lutteur perd son mawashi durant le combat, il est automatiquement déclaré perdant  .
Pendant les compétitions, un tablier décoratif composé de cordelettes (下がり, sagari) est attaché au mawashi, mais il tombe souvent au cours du combat. Ces cordelettes sont rigides pour les sekitori . 
Les sekitori, qui participent à la cérémonie d'entrée sur le ring (土俵入り, dohyō-iri), portent pour l'occasion un mawashi de cérémonie appelé keshō-mawashi (化粧廻し). Les plus beaux keshō-mawashi coûtent au moins 800 000 yens (environ 5 000 euros) .

## Mise en place[2]
Les assistants d'un lutteur de sumo (aussi appelé rikishi) l'entourent autour de son bassin en passant sous l'aine en des boucles très serrées. Le mawashi est ensuite noué dans le dos, au niveau des lombaires. 